# Мельник Олександр Іванович (військовик)
Олекса́ндр Іва́нович Ме́льник (1985-2015) — солдат Збройних сил України, учасник російсько-української війни.

## Короткий життєпис
Народився в селі Гранів у багатодітній родині, там закінчив загальноосвітню школу. Згодом сім'я переїхала до сусіднього села Михайлівка.
Пройшов військову службу в військовій частині А0707 м. Гайсин, по демобілізації працював будівельником.
9 березня 2015 року був мобілізований до військової частини А4152 с. Мала Любаша Костопільського району Рівненської області.
Старший навідник гранатометного взводу, 93-тя окрема механізована бригада.
12 червня 2015 року помер у військовому госпіталі Дніпропетровська від важких кульових поранень, яких зазнав під час бойових дій під Донецьком в районі шахти «Бутовка Донецька».
Без Олександра залишилися мама, два брати, сестра, дружина, син 2009 р. н.
14 червня 2015 року похований в селі Михайлівка, Гайсинський район.

## Нагороди та вшанування
- 13 серпня 2015 року за особисту мужність і героїзм, виявлені у захисті державного суверенітету та територіальної цілісності України, вірність військовій присязі під час російсько-української війни, нагороджений орденом «За мужність» III ступеня (посмертно).[3]
- 19 листопада 2015 року на території СЗШ І-ІІІ ст. с. Гранів відкрито меморіальну дошку на честь Олександра Мельника.[4]